# Heikki Väisänen
Heikki Juhani Väisänen (* 7. Januar 1943 in Kajaani) ist ein ehemaliger finnischer Skispringer.

## Werdegang
Väisänen, der für den Verein Kainuun Hiihtoseura startete, gab sein internationales Debüt bei der Vierschanzentournee 1966/67. Bereits beim Auftaktspringen auf der Schattenbergschanze in Oberstdorf landete er auf einem guten 30. Platz im Mittelfeld. Da er jedoch in den folgenden Springen nur schwächere Leistungen zeigte, beendete er die Tournee am Ende den 61. Platz der Gesamtwertung. Bei der folgenden Vierschanzentournee 1967/68 ließ er das Auftaktspringen noch aus, überzeugte aber auf der Großen Olympiaschanze in Garmisch-Partenkirchen mit dem 14. Platz. Nachdem er in Innsbruck nur einen schwachen 45. Platz erreichte, gelang ihm beim Abschlussspringen auf der Paul-Außerleitner-Schanze in Bischofshofen mit dem 12. Platz sein bestes Einzelresultat. In der Gesamtwertung erreichte er damit den 15. Platz.
Bei den Olympischen Winterspielen 1968 in Grenoble startete Väisänen noch einmal im Einzel von der Normalschanze. Nach Sprüngen auf 68,5 und 63,5 Metern belegte er am Ende den 45. Platz.

## Erfolge

### Vierschanzentournee-Platzierungen
| Saison  | Platz | Punkte |
| ------- | ----- | ------ |
| 1966/67 | 61.   | 522,1  |
| 1967/68 | 15.   | 773,4  |